# Abbas III.
Abbas III. (anhörenⓘ persisch شاه عباس سوم‎; * 1731; † 1740 in Sabzewar) war ein Herrscher aus der Dynastie der Safawiden und regierte von 1732 bis 1736. Faktisch hatte die Dynastie seit 1722 keine Macht mehr und ihre Angehörigen regierten als Schattenkönige. Nachdem sein Vater Tahmasp II. 1732 durch seinen General Nader Khan abgesetzt worden war, wurde der erst acht Monate alte Abbas am 7. September 1732 zum neuen König ernannt. Nur wenige Jahre später, am 8. März 1736, wurde er durch Nader Khan selbst abgelöst, der sich von nun an Nader Schah nannte. Als sich 1740 Gerüchte über den Tod Nader Schahs auf seinem Indienfeldzug verbreiteten, ließ sein Sohn Reza Quli Mirza sowohl Tahmasp II. als auch Abbas III. umbringen. Damit sollte eine erneute Machtergreifung der Safawiden verhindert werden. Nach Nader Schahs Tod (1747) kamen allerdings mit Suleiman II. und Ismail III. – wenn auch nur nominell – die Safawiden wieder als Könige an die Macht.